# 晶体

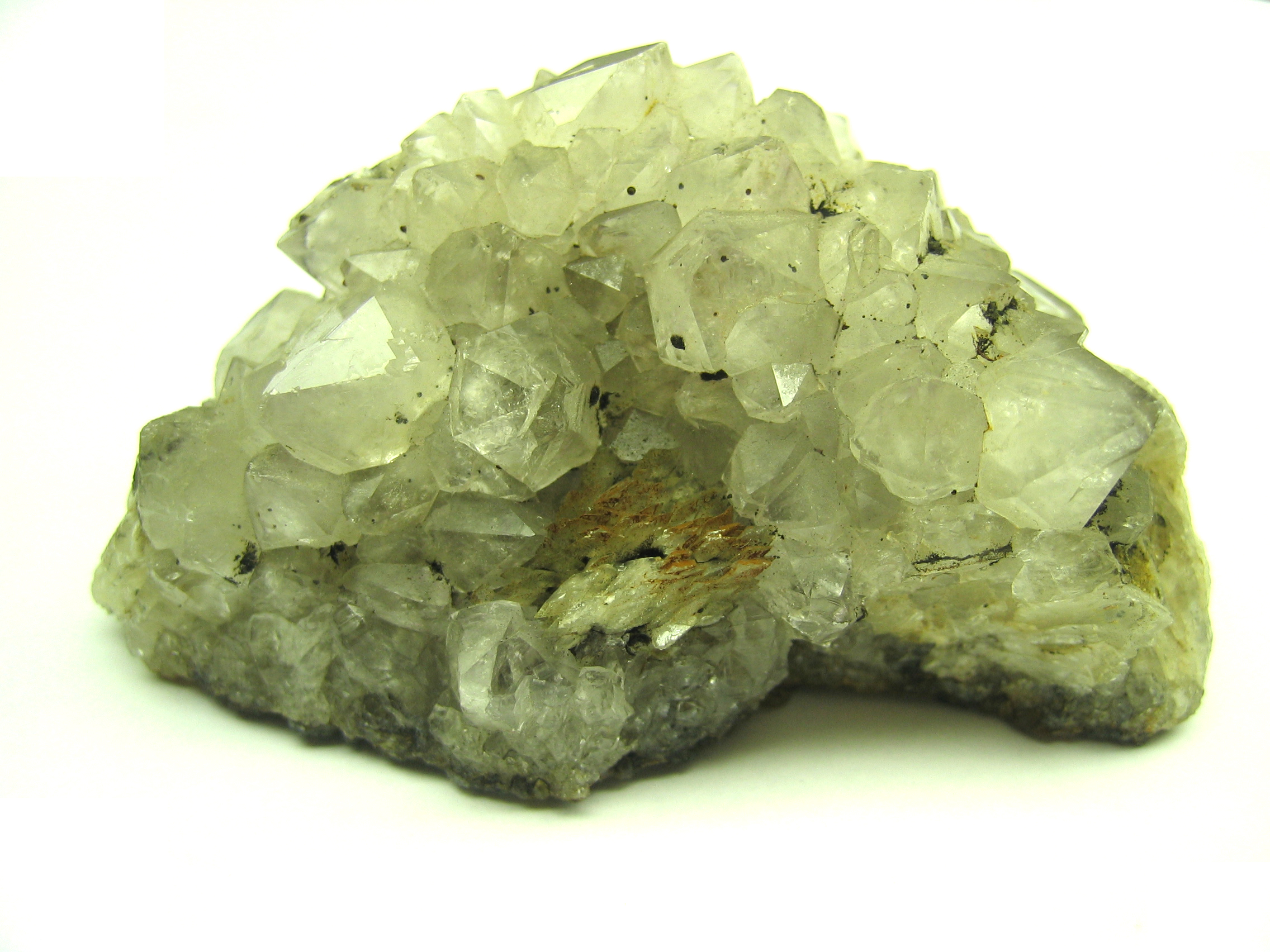
石英晶體

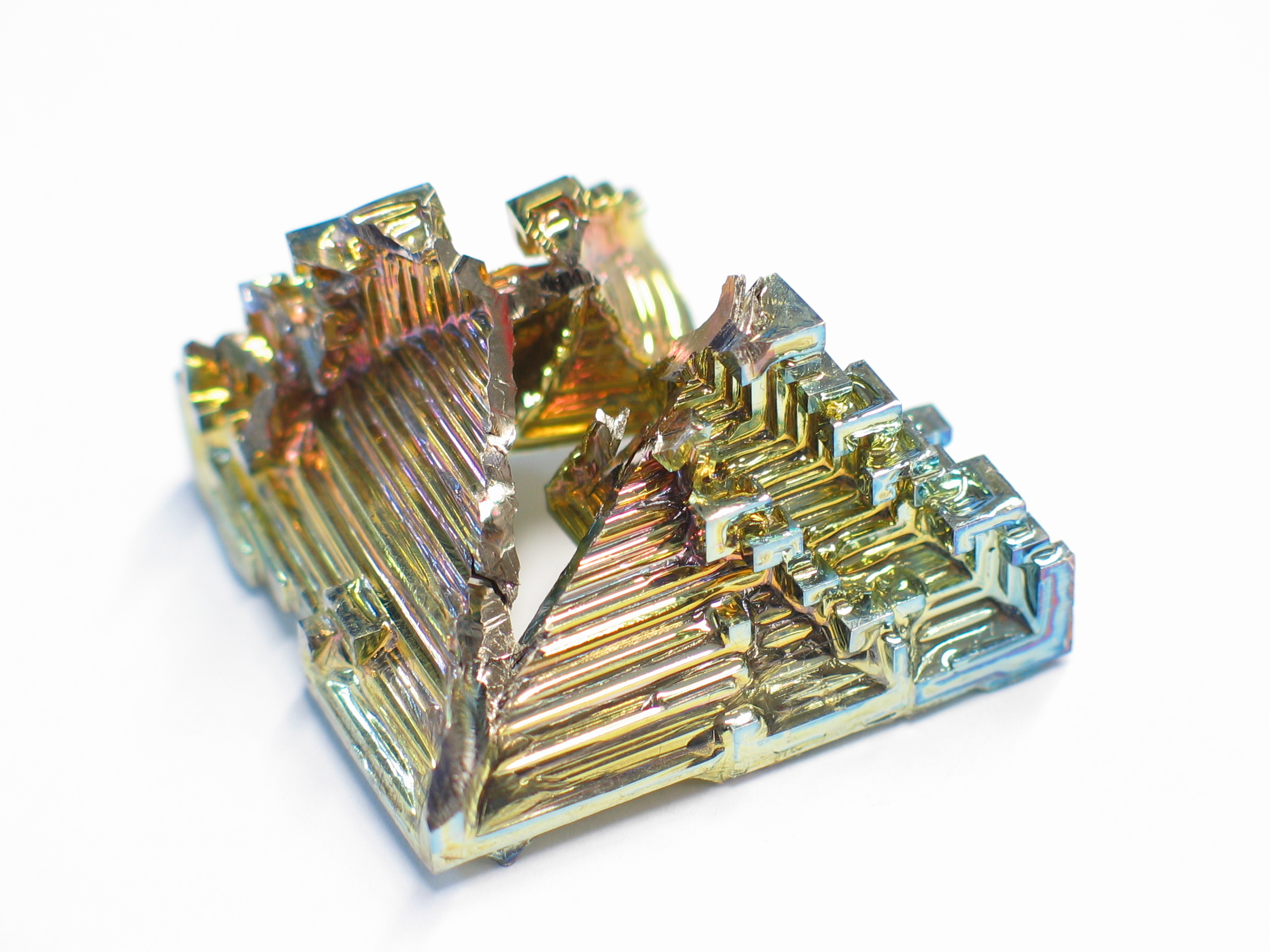
合成鉍单晶

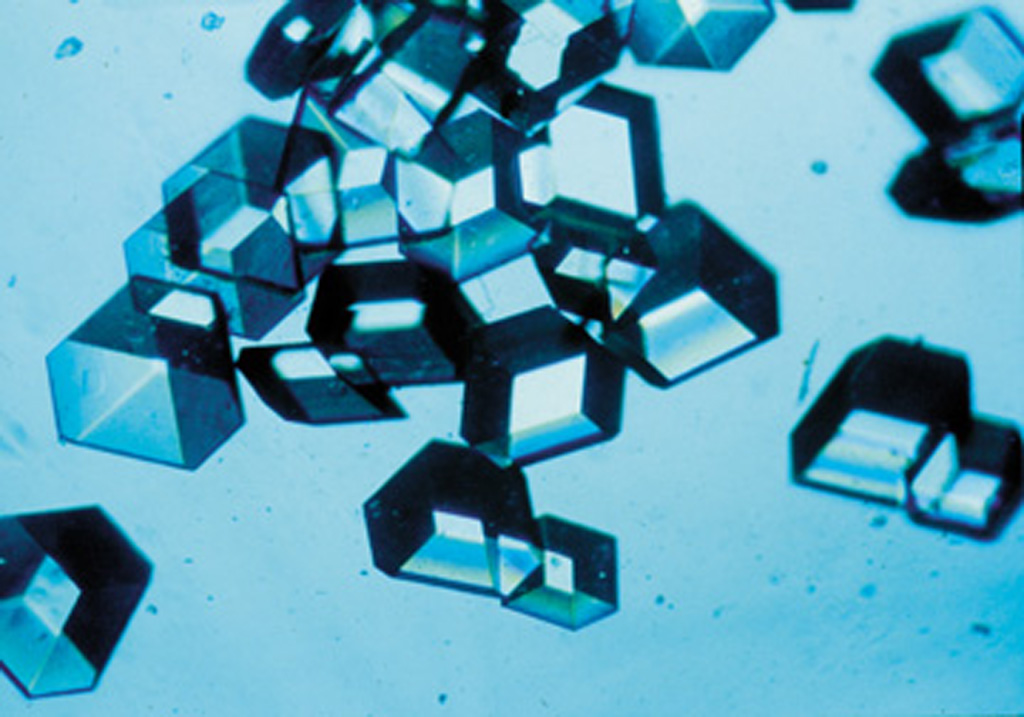
胰岛素晶体

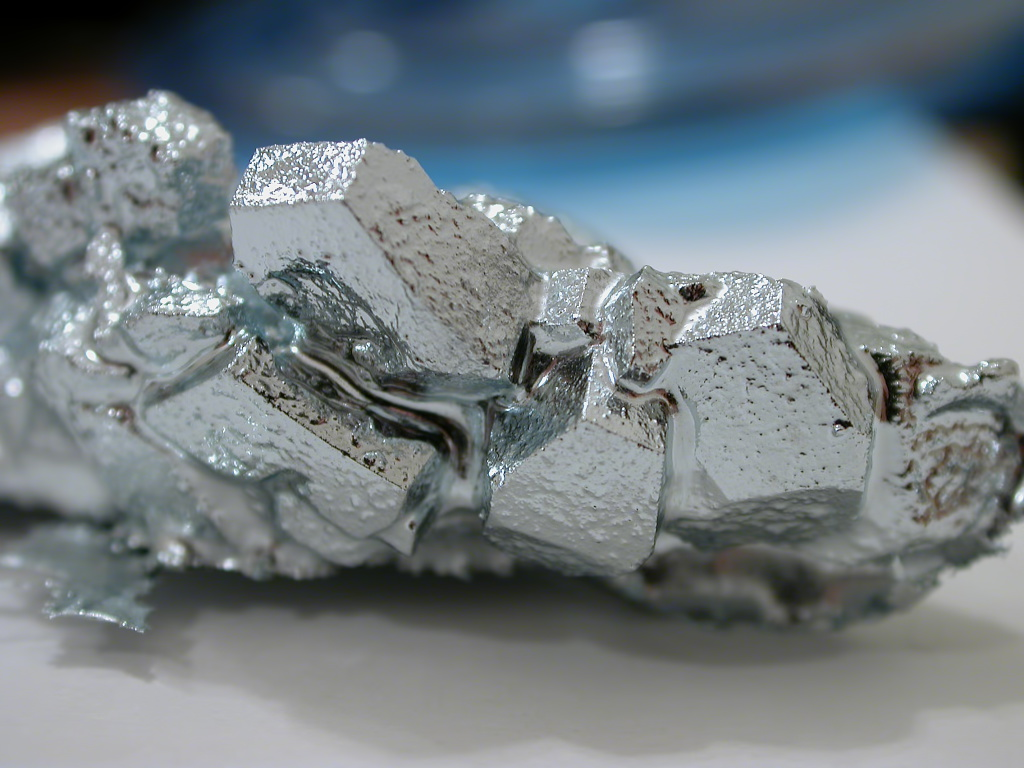
鎵是很容易结成大块单晶的金属

晶体是原子、离子或分子按照一定的周期性，在结晶过程中，在空间排列形成具有一定规则的几何外形的固体。
晶体的分布非常广泛，自然界的固体物质中，绝大多数是晶体。气体、液体和非晶物质在一定的合适条件下也可以转变成晶体。
晶体内部原子或分子排列的三维空间周期性结构，是晶体最基本的、最本质的特征，并使晶体具有下面的通性：
- 均匀性，即晶体内部各处宏观性质相同；
- 各向异性，即晶体中不同的方向上性质不同；
- 能自发形成多面体外形；
- 有确定的、明显的熔点；
- 有特定的对称性；
- 能对X射线和电子束产生衍射效应等。

## 晶体结构和晶体学
在16世纪后期，晶体结构的最初理论之一有所进展，当时利巴威斯提出研究矿物盐的晶粒形状可认定这些物质。1669年，斯蒂诺观察到同一物质的两个晶体的对应角永远相同。约在一世纪之后，阿维发现冰洲石碎裂成片，虽大小不同，却具同一形状。他猜想晶体的可能最小的碎片就是这个样子的，并进一步提出全部晶体都是相同的碎片或砌块构成的。现在把这种砌块称为原胞（单元晶胞）。现在知道这些晶体不是微小固体砌块，而是原子和分子的几何学排列。其具体形式用晶格表征。
- 晶体的性质和原子在晶格中的排列的对称性有关，按几何学意义，一个图形在运动中看上去像不动似的，这个图形就是对称的。不同类别的对称是由物体可能在运动中保持形状不变的途径来定义的。反射对称或双向对称可能是最熟悉的一种对称。一个物体具有通过一个平面的反射对称，即对平面一边的任一点，在平面的另一边的对应位置上有一个完全一样的点。换句话说，如果物体的一半是另一半的镜像，这个物体就是双向对称的。
- 平移对称性是晶体结构的基本对称性。一个物体沿直线移动一段距离，看上去并无变化。这样的物体有规则的反复重现的形象。单个图形不可能具有平移对称性。但是规则的反复出现的形象，例如砖墙，花纹地板和晶体点阵具有平移对称性。点阵还能够具有其他对称性，但它们成为点阵必须具备平移对称性。当单元晶胞具有其他对称性时，晶胞在整个点阵中重复，具有放大这些对称性的效果，使这些对称性显示在肉眼可见的晶体上。
- 转动的或径向的对称是另一种重要的对称。一个正方形绕它的中心转动90度后看上去和未转动一样，但如转动120度，它的方位就变了。它具有转动90度的径向对称，但没有转动120度的。正方形有对称的转动的四重轴（4×90度一360度），还有三重轴（体对角线）（3×120度-360度）。海星有对称的五重轴。
- 晶体点阵絕不可能像海星那样，具有五重对称轴，因为正五边形不可能配合成全方位都平滑的图形。因此，如果地板是用正五角形瓷砖拼成，这个瓷砖地板必然有空隙。仅仅是具有一重、二重、三重、四重、六重转动对称的晶体能够有平移对称性。晶体对称性恰好有230个可能的组合能够顺应三维点阵。可将它们分成七个晶体系统——立方、四方、正交、六方、三斜、单斜和菱形。
- 氯化钠晶体属于的系统易于确定，它有立方单元晶胞和立方结晶。但一些晶体不沿着单元晶胞的边面而沿着其他平面剖开。氟化钙的基本单元是立方的，但它的矿石通常裂成八面体结晶。
- 1912年，劳厄证明晶体衍射x射线。原子有序地排列在晶体结构中，所散射的x射线在某个方向上互相加强。照相底片置于这些散射的X射线的途径上，将显示出对每个晶体结构的不同的光点图像。这些图像揭示了这个晶体内的原子的排列。更近的年代里，米勒发明场离子显微镜以观察晶体。这个设备使人们能够真正看到晶体表面上单个原子的位置。

## 晶体的性质

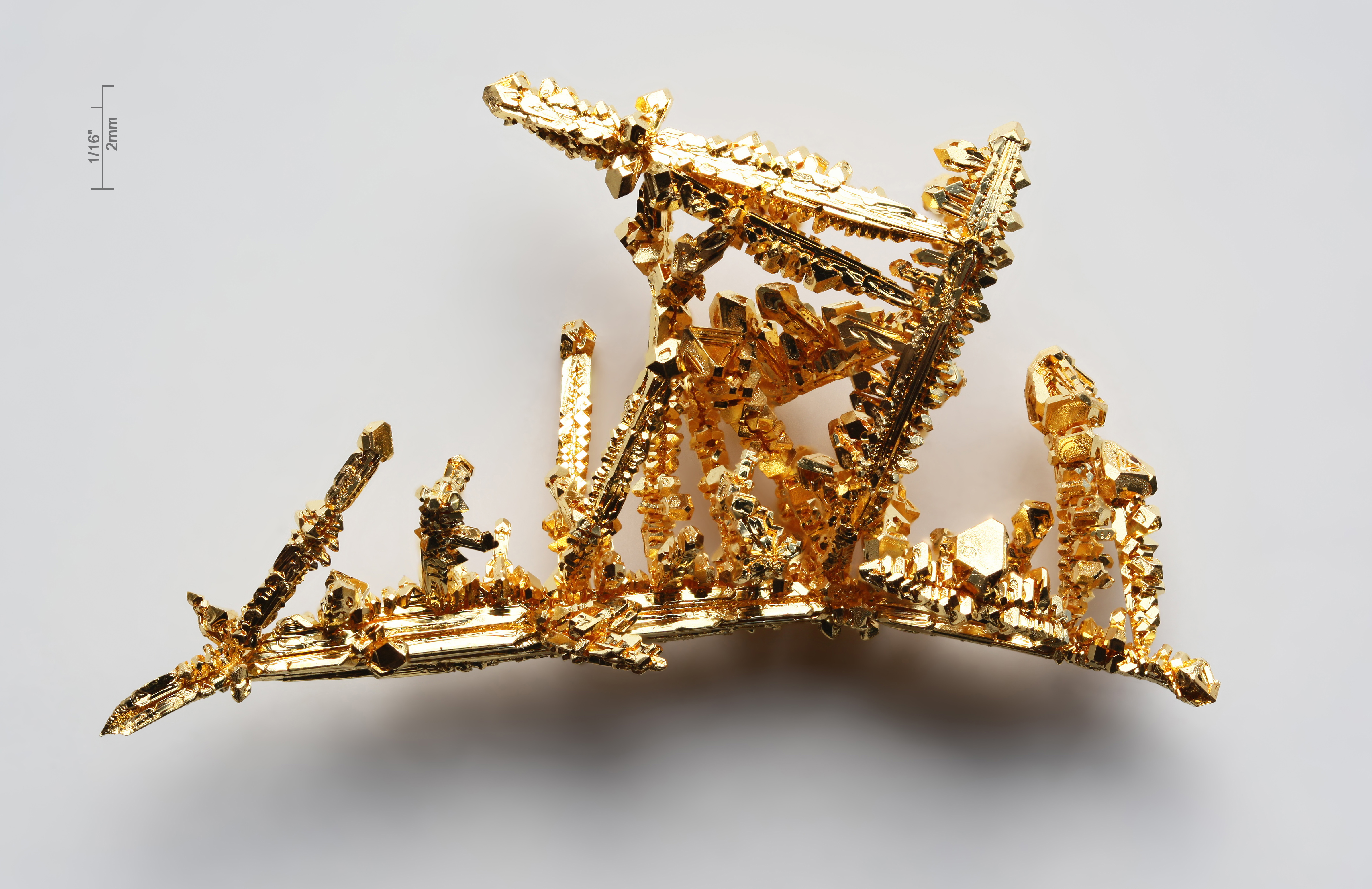
合成的金晶体

金属的电阻受到它接近晶体结构的完善程度的影响。当正离子处于规则点阵的一角时，电流中的电子不会因它们而发生散射。如果离子不在规则点阵的位置上，电流中的电子会发生散射，不规则的晶体如合金黄铜和不锈钢是相对的不良电子导体。而纯铜和纯银是远比它们为好的导体。
压电现象是直接从晶体结构引起的。某些晶体在受到压缩或拉伸时就出现电极化。相反地，在电场的影响下，它们会变形。这些压电晶体用于一些收音机的耳机把电能转换为机械能，也用于电唱机的拾声器，将机械能转换为电能。
压电效应取决于缺少一种对称——反演对称。图形的反演有点像它的镜中像把上下颠倒。如果一个图形，例如一个立方体，它和它的反演像看上去是一样的，这个图形就有反演对称。如果是四面体，看上去就不一样了，这个图形就没有反演对称性。缺少反演对称性的晶体通常能被压缩，使得原子的正负电荷的位移不相等，就产生了电场。

## 晶体种类
晶体的一些性质取决于将分子联结成固体的结合力（原子之间的吸引力）。这些力通常涉及原子或分子的最外层的电子（或称价电子）的相互作用。如果结合力强，晶体有较高的熔点。如果结合力弱，晶体则有较低的熔点，也可能较易弯曲和变形。如果它们很弱，晶体只能在很低温度下形成，此时分子可利用的能量不多。
有數種主要的化学键，但這些都不一定是結晶的或非結晶的。然而，有一些一般趨勢如下。金属的原子在金属键下变为离子，和被自由的价电子所包围。离子化合物由正离子和负离子构成，靠不同电荷之间的引力（离子键）结合在一起。氯化钠是离子晶体的一例。共价晶体的原子或分子以共价键的形式共享它们的价电子。钻石、锗和硅是重要的共价晶体。这些价电子能够容易地从一个原子运动到另一个原子。分子晶体的分子不分享电子。它们的结合是由于从分子的一端到另一端电场有微小的范德华力。因为这个结合力很弱，这些晶体在很低的温度下就熔化。典型的分子结晶如固态氧和冰。
金属原子释放一些电子在四周自由地运动。在离子晶体中，电子从一个原子转移到另一个原子。共价晶体的原子分享它们的价电子。分子晶体中每个分子的一端有少量的负电荷，另一端有少量的正电荷，一个弱的电引力使分子就位。

## 工业用单晶体
用来制作工业用的晶体的技术之一，是从溶液中生长。種晶可用来促进单晶体的形成。在这个工序里，種晶降落到装有熔融物质的容器中。種晶周围的熔液冷却，它的分子就依附在種晶上。这些新的晶体分子承接種晶的取向，形成了一个大的单晶体。蓝宝石和红宝石的基本成分是氧化铝，它的熔点很高，因此很难制造能盛装其熔液的容器。人工合成蓝宝石和红宝石是用维尔纳叶法（焰熔法）制成，即将氧化铝粉和少量上色用的钛、铁或铬粉，通过火焰下滴到種晶上。火焰将粉熔解，然后在種晶上重新结晶。
生产人造钻石需要高于1600℃的温度和60000倍大气压。人造钻石顆粒小且黑，它们适宜工业应用。区域熔化过程用来纯化半导体工业中的硅晶体：一个单晶体垂直悬挂在硅棒的顶端上，在两者接触处加热，棒的顶端熔化，并在单晶体上重结晶，然后将加热处慢慢地沿棒下移。

## 晶体纯净度
纯净度主要用来反映晶体中杂质含量的多寡；杂质越少，工业产品的净度值越高。
在晶体材料中，依杂质原子的有无、杂质原子掺入晶体的形式，晶体可分为：纯净晶体、含“间隙型杂质原子”的晶体、含“置换型杂质原子”的晶体。

## 晶體缺陷
完全沒有缺陷的晶體是不存在的。某些缺陷是產生晶體許多觀察到的晶體性質的原因。控制但不消除某一缺陷是固體物理學的一項主要技術。

### 點缺陷
- 晶格空位：一個晶格格位上缺失了一個粒子（原子，離子甚至分子）。如果有其他的雜質原子或離子佔據了這個空位，就會形成了替代式雜質。晶體的許多光學性質，例如著色就由於這類缺陷。
- 間隙缺陷：晶體本身的游離或雜質離子（或原子）也可能佔據晶格間的一個位置，形成間隙缺陷。
- 有時，晶體中的一個原子或離子的價電子或多或少於佔據了晶格格位的份額。如果有多餘電子，這個缺陷簡單地稱為電子；如果失去電子，這個缺陷就稱為空穴。在半導體設備的運行中，電子和空穴起了重要作用。
- 弗仑克尔缺陷：由一對晶格空位和間隙缺陷組成的缺陷對

### 線缺陷
- 刃位錯：由一個額外的原子平面部分地伸入晶體中產生的。它使晶體平面易於滑移，弱化了晶體。把雜質引入金屬的晶體點陣常能增加金屬的強度。雜質原子填滿了位錯周圍的空隙，阻止了位錯的運動。
- 螺旋位錯：被認為可用來解釋晶體的生長。晶體中一個平面上的一列原子和在其上的平面的原子相聯。這使晶體表面上出現螺旋花紋。理論上晶體不能像實際情況下長得那樣快，因為當長滿一個平面後，要起動一個新平面是困難的。螺型位錯的存在意味著平面永遠不會長滿。
- 混合位錯

### 面缺陷
- 晶粒边界：是结构相同而取向不同晶粒之间的界面。在晶界面上，原子排列从一个取向过渡到另一个取向，故晶界处原子排列处于过渡状态。 晶粒与晶粒之间的接触界面叫做晶界。由于晶界连接着不同排列方向的晶粒，从一种排列方向过渡到另一种排列方向，因此晶界处的原子排列是不规则的，所以晶界上的原子往往比晶粒内的原子具有更高的能量，当晶粒间位向差别越大，在晶界处的原子排列就越不规则。此外，金属中的杂质往往易于富集在晶界上。晶界的结构、成分和多少， 对金属的各种性能和金属内的各种过程（如结晶、扩散、变形等）有重大影响，金属中晶界愈多，即意味着晶粒愈细。
- 反相界(Antiphase bundary)：出现在有序合金中：在这种情况下，晶体方向保持不变，但界线的每一侧都有一个相反的相：例如，如果有序通常是 ABABABAB（六方密排晶体），则反相界采用 ABABBABA 的形式。
- 堆垛错误：常见于最密堆积结构。这是由是由晶体中层堆叠序列的局部偏差形成的。例子是ABABABAB的有序堆积变成 ABABCABAB 的堆叠序列。
- 孪晶界：它在晶体的排序中引入了一个镜像对称平面。例如，在立方密堆积晶体中，孪晶界的堆叠序列为 ABCABCBACBA
- 在单晶平面上，原子平坦阶地之间的台阶也可以被视为平面缺陷。

### 体缺陷
- 三维宏观或块状缺陷，例如气孔、裂纹或夹杂物
- 空隙 — 没有原子的小区域，可以认为是空位簇
- 杂质可以聚集在一起形成不同相的小区域。这些通常被称为沉淀物

## 屬性
| 晶体     | 粒子                 | 作用力         | 熔點 | 其他屬性                         | 实例                   |
| -------- | -------------------- | -------------- | ---- | -------------------------------- | ---------------------- |
| 離子晶體 | 阳離子和阴離子       | 静电引力       | 高   | 硬而脆，熔融时導電性很高         | 氯化钠、碳酸钙、氧化铝 |
| 分子晶體 | 極性分子             | 色散力和取向力 | 低   | 软，液态时不导电或导电性极低     | 冰、干冰               |
| 分子晶体 | 非极性分子           | 色散力         | 低   | 软                               | 固态稀有气体、固态氧   |
| 原子晶体 | 原子                 | 共价键         | 很高 | 硬度高                           | 金刚石、晶体硅、石英   |
| 金属晶体 | 金属阳离子和自由电子 | 静电引力       | 不定 | 金属光泽，易导电、导热，延展性佳 | 铁、铜、铝             |

## 相關項目
- 微結晶
- 混晶
- 複合結晶
- 液晶
- 準結晶
- 近似結晶
- 非结晶
- 玻璃
- 物性物理学
- 結晶学
- 結晶構造 - 結晶格子
- 礦物学、礦物